# Argyle Stone & St Conval’s Chariot

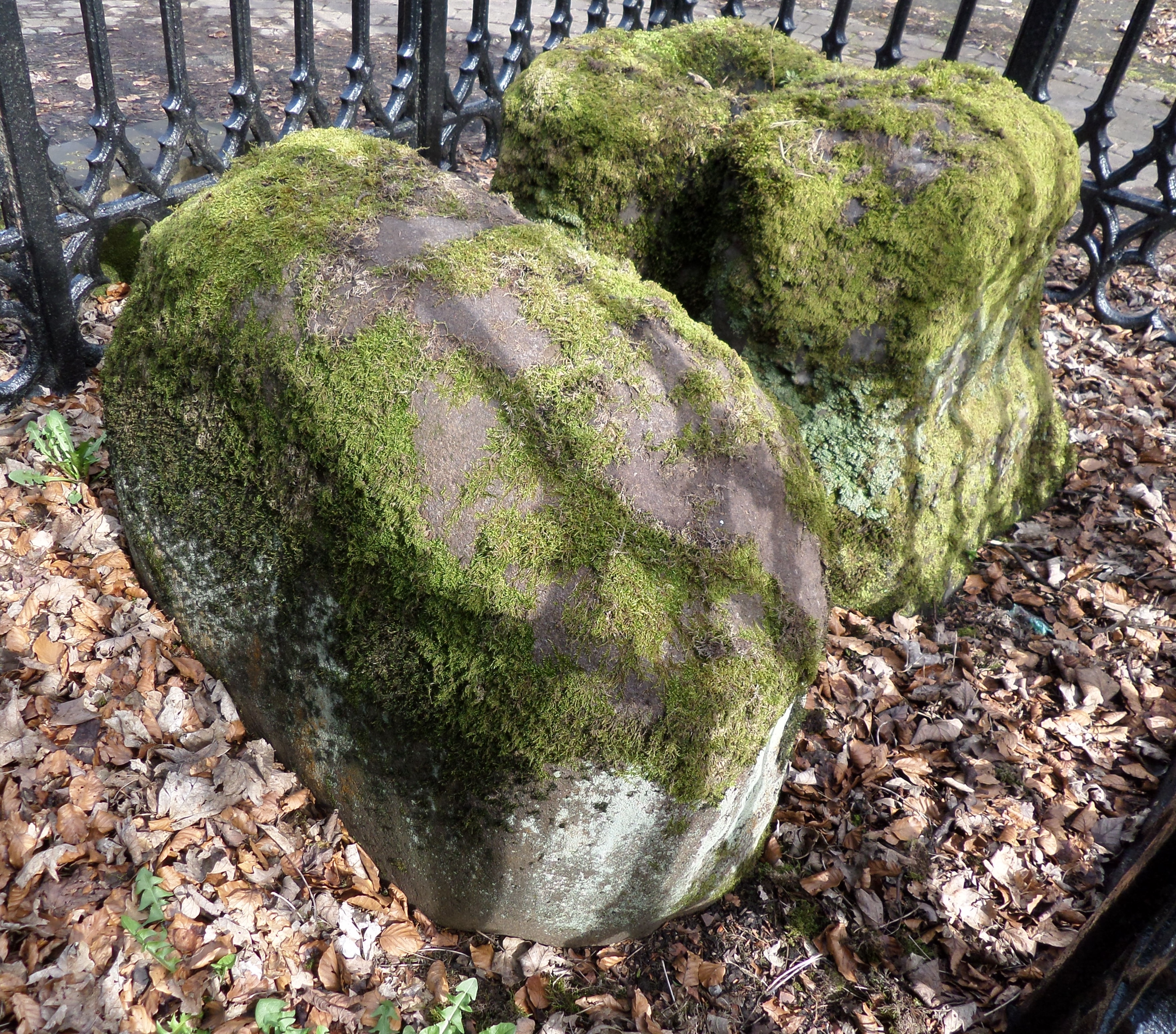
Argyle Stone & St Conval’s Chariot

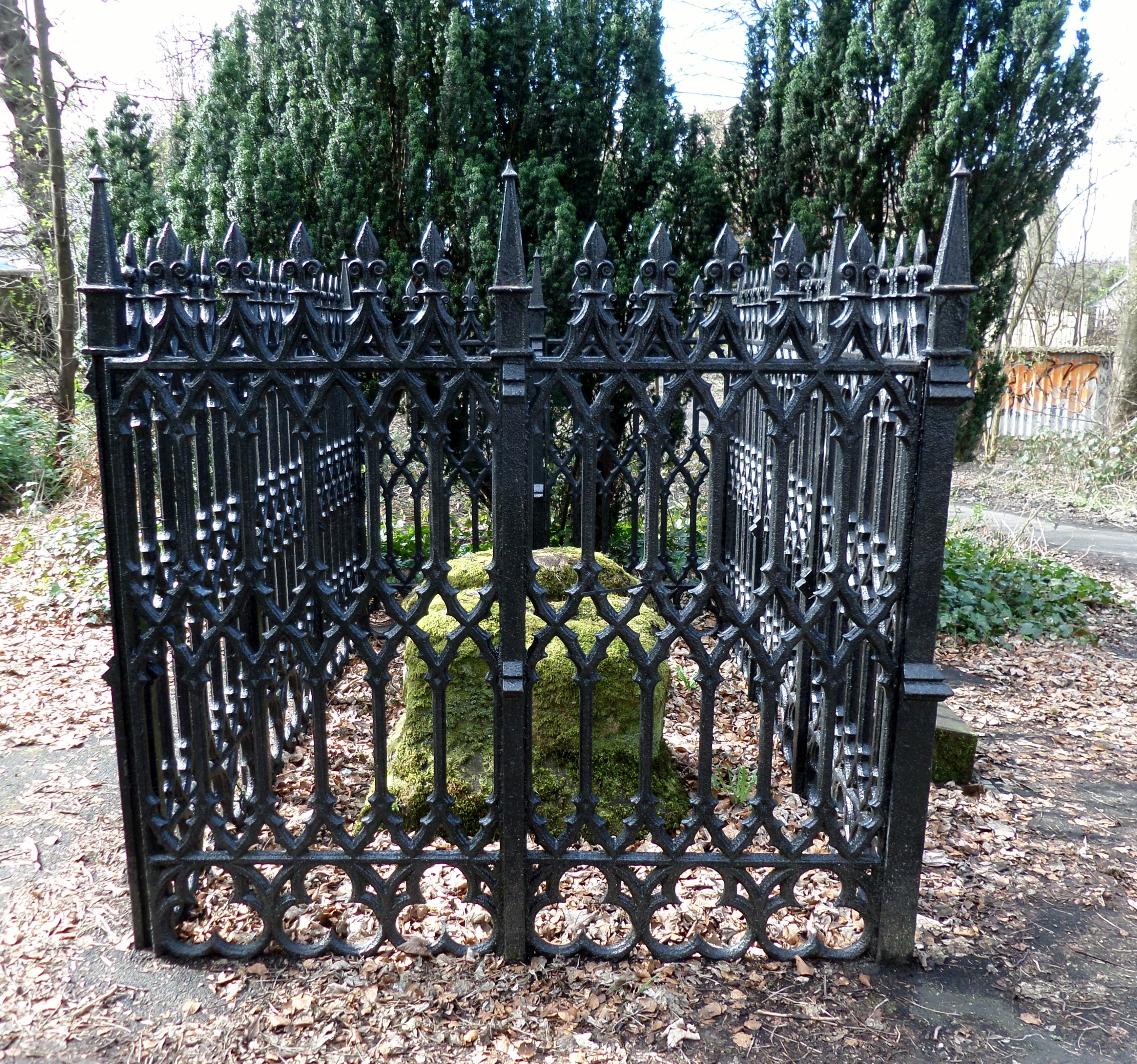
Umfriedete Anlage

Argyle Stone & St Conval’s Chariot ist der Name zweier zueinandergehöriger Steine. Sie befinden sich auf einem umzäunten Areal im Westen der schottischen Stadt Renfrew in der Council Area Renfrewshire. 1971 wurden sie in die schottischen Denkmallisten in die Denkmalkategorie B aufgenommen.

## Geschichte
Herkunft und Alter der Steine sind nicht genau bekannt. Der Conval’s Stone soll in Verbindung mit dem irischen Missionar Conval stehen, der Schottland im siebten Jahrhundert bereiste. Der Argyle Stone soll den Ort der Gefangennahme von Archibald Campbell, 9. Earl of Argyll auf der Flucht nach seiner Niederlage in Dunbartonshire markiert haben. Vor 1836 wurden beide Steine auf das Anwesen von Blythswood House verbracht und dort mit einem Zaun umgeben. Auch nach Abriss des Gebäudes befinden sie sich heute noch am selben Ort.

## Beschreibung
Die Steine befinden sich in einem kleinen Wäldchen im Westen von Renfrew unweit der Querung der Inchinnan Road (A8) über das White Cart Water über die Schwingbrücke von Renfrew. Sie sind jeweils etwa einen Meter lang, 50 cm breit und 70 cm hoch. St Conval’s Chariot wurde angeblich zu Ehren des irischen Missionars Conval errichtet. Er besitzt eine Aushöhlung von rund 23 cm Durchmesser bei einer Tiefe von rund 18 cm und könnte ehemals das Fundament eines Gedenkkreuzes gebildet haben. Über dessen Verbleib ist jedoch nichts bekannt. Das Wasser in der Vertiefung soll heilende Wirkung besitzen. Der umgebende schmiedeeiserne Zaun ist reich verziert.